# Confédération paysanne
Die Confédération paysanne (auch als die conf bekannt) ist eine französische Bauerngewerkschaft. Sie ist Mitglied in der Europäischen Bauernkoordination (CPE) und der Via Campesina.
Die Confédération paysanne wurde 1987 gegründet. Sie entstand aus der Vereinigung zweier kleinerer Gewerkschaften, der Fédération nationale des syndicats paysans (FNSP) und der Confédération nationale des syndicats de travailleurs paysans (CNSTP). 2001 erhielt sie 28 % der Stimmen bei den Wahlen zur Landwirtschaftskammer, dies machte sie zur zweitgrößten landwirtschaftlichen Gewerkschaft in Frankreich; bei den Wahlen 2007 wurde sie mit 19,6 % wiederum zweitstärkste Kraft. Sie ist in allen französischen Départements und Überseedépartements aktiv.
Die Confédération paysanne kämpft für eine kleinräumige, sich um die Belange des Umweltschutzes kümmernde Landwirtschaft, für die Rechte der Beschäftigten in diesem Arbeitssektor und für die Qualität der erzeugten Produkte. Zusammen mit dem internationalen Bündnis Via Campesina organisiert sie die Kampagne Souveraineté alimentaire, welche 1996 während des Ernährungsgipfels der Ernährungs- und Landwirtschaftsorganisation vorgestellt wurde und die Ernährungssouveränität forderte, d. h. die Selbstbestimmung der Staaten im Bereich der Ernährung und Landwirtschaft (als Gegenposition zur gegenwärtigen Politik der Welthandelsorganisation WTO).
Ihre öffentlichkeitswirksamen Aktionen gegen die WTO im August 1999 und gegen die Nutzung von gentechnisch veränderten Organismen in der Landwirtschaft sowie die Skandale um dioxinverseuchtes Hähnchenfleisch und BSE in der Massentierhaltung ließen ihre Popularität in Frankreich steigen.

## Liste ihrer Sprecher
- Yves Manguy, von 1987 bis 1989
- Guy Lefur
- Gabriel Dewalle
- François Dufour, von 1996 bis 2000
- José Bové war ihr Sprecher von April 2000 bis April 2004.
- Brigitte Allain und Jean-Emile Sanchez wurden am 8. April 2004 in Straßburg während des 10. Gewerkschaftskongresses gewählt.
- Gérard Durand (welcher am 2. Februar 2007 sein Amt aufgab) und Régis Hochart wurden am 22. Juni 2005 während des Kongresses von Die gewählt, ihre Wiederwahl erfolgte am 20. April 2006 bei der Generalversammlung von Bagnolet.
- Philippe Collin, ein Landwirt aus dem Burgund, wurde beim Kongress in Saint-Etienne (April 2009) gewählt.